# Homo sapiens idaltu
Homo sapiens idaltu (auch: Herto-Schädel) ist eine Bezeichnung für Fossilien der Gattung Homo aus Äthiopien, die mittels der 39Ar-40Ar-Methode auf ein Alter von 160.000 bis 154.000 Jahren datiert wurden. In der Erstbeschreibung wurden die Fossilien aufgrund ihrer Morphologie als Angehörige der direkten Vorfahrenschaft des modernen Menschen (Homo sapiens) gedeutet. Idaltu ist ein Wort der Afar-Sprache und bedeutet „Stammesältester“.
Die Funde schlossen eine bis dahin zwischen der Zeit vor 300.000 und vor 100.000 Jahren bestehende Lücke in der Abfolge sicher datierter Homo-Fossilien; sie werden als weiteres Indiz für das Zutreffen der Out-of-Africa-Theorie betrachtet.

## Beschreibung der Funde
Die Erstbeschreibung der Herto-Funde beruht auf drei zerbrochenen, aber weitgehend vollständigen Schädeln sowie einem Schädelfragment, die 1997 am Mittleren Awash, nahe der äthiopischen Ortschaft Herto im Gebiet der weitläufigen Fundstätte Bouri, gefunden worden waren. Es handelt sich um Knochenreste von drei Erwachsenen (einer davon wurde als männlich interpretiert) und einem sechs bis sieben Jahre alten Kind. Der am besten erhaltene („männliche“) Schädel hatte ein Hirnvolumen von 1450 cm³, was dem eines modernen Menschen entspricht. Er wurde als Typusexemplar für Homo sapiens idaltu gewählt (Sammlungsnummer: BOU-VP-16/1) und wird gemeinsam mit den anderen Funden im Nationalmuseum von Äthiopien in Addis Abeba verwahrt.
Die Form der Herto-Schädel zeigt der Erstbeschreibung zufolge keine besondere Nähe zu den Schädelmerkmalen der rezenten afrikanischen Populationen; die größte Ähnlichkeit bestehe zu australischen Aborigines und zu ozeanischen Ureinwohnern.
Insgesamt weiche die Schädelform aber sowohl erheblich von den älteren, zum archaischen Homo sapiens gestellten Funden aus Kabwe („Homo rhodesiensis“) ab als auch von den jüngeren aus der Qafzeh-Höhle in Israel. Die Schädelform wurde daher als intermediär bezeichnet und daraus die Berechtigung abgeleitet, die Fossilien als ausgestorbene Unterart von Homo sapiens (im Sinne einer Chronospezies) zu benennen. Diese Einordnung wurde allerdings schon zum Zeitpunkt ihrer Erstveröffentlichung von Chris Stringer kritisiert und ist seitdem umstritten, da anderen Fachwissenschaftlern die beschriebenen Unterschiede zu den jüngeren Funden von Homo sapiens aufgrund der großen Variabilität der Art zu gering erscheinen.

## Begleitfunde
Zu den Begleitfunden gehörten Steinwerkzeuge des späten Acheuléen sowie Überreste fossiler Pferde (Equus), Gnus (Connochaetes), Wasserböcke (Kobus), Rohrratten (Thryonomys) und Flusspferde, was auf ein Biotop aus Savanne und Süßwasserflächen schließen lässt.

## Belege
1. ↑  John Desmond Clark et al.: Stratigraphic, chronological and behavioural contexts of Pleistocene Homo sapiens from Middle Awash, Ethiopia. In: Nature. Band 423, 2003, S. 747–752, doi:10.1038/nature01670.
2. ↑  Tim White, Berhane Asfaw et al.: Pleistocene Homo sapiens from Middle Awash, Ethiopia. In: Nature. Band 423, 2003, S. 742–747, doi:10.1038/nature01669.
3. ↑   160,000-year-old fossilized skulls uncovered in Ethiopia are oldest anatomically modern humans. Auf: berkeley.edu vom 11. Juni 2003. Erläuterungen zum Fund durch Tim White und Berhane Asfaw.
4. ↑  Chris Stringer: Out of Ethiopia. In: Nature. Band 423, 2003, S. 692–695, doi:10.1038/423692a.
 Stringer verweist insbesondere auf Ähnlichkeiten mit fossilen Homo sapiens-Funden aus Australien, siehe dazu diese Übersicht australischer Funde.
5. ↑  Herto skulls (Homo sapiens idaltu). Auf: talkorigins.org, zuletzt abgerufen am 31. März 2022.